# Gerhelm
Gerhelm ist ein Gemeindeteil der Stadt Velden im Landkreis Nürnberger Land (Mittelfranken, Bayern). Gerhelm liegt in der Gemarkung Treuf.

## Geografie
Die Einöde Gerhelm befindet sich knapp vier Kilometer westnordwestlich von Velden auf einer Höhe von etwa 480 m ü. NHN.

## Geschichte
Durch die Verwaltungsreformen zu Beginn des 19. Jahrhunderts im Königreich Bayern wurde der Ort ein Bestandteil der Ruralgemeinde Treuf. Im Zuge der Gebietsreform in Bayern wurde die Gemeinde Treuf aufgeteilt und Gerhelm mit weiteren Gemeindeteilen nach Velden eingemeindet. Die landwirtschaftliche Nutzung des um den Ort gelegenen Areals wurde 1995 aufgegeben und auf den früheren Agrarflächen ein Golfplatz angelegt.